# Мадридский Скилица

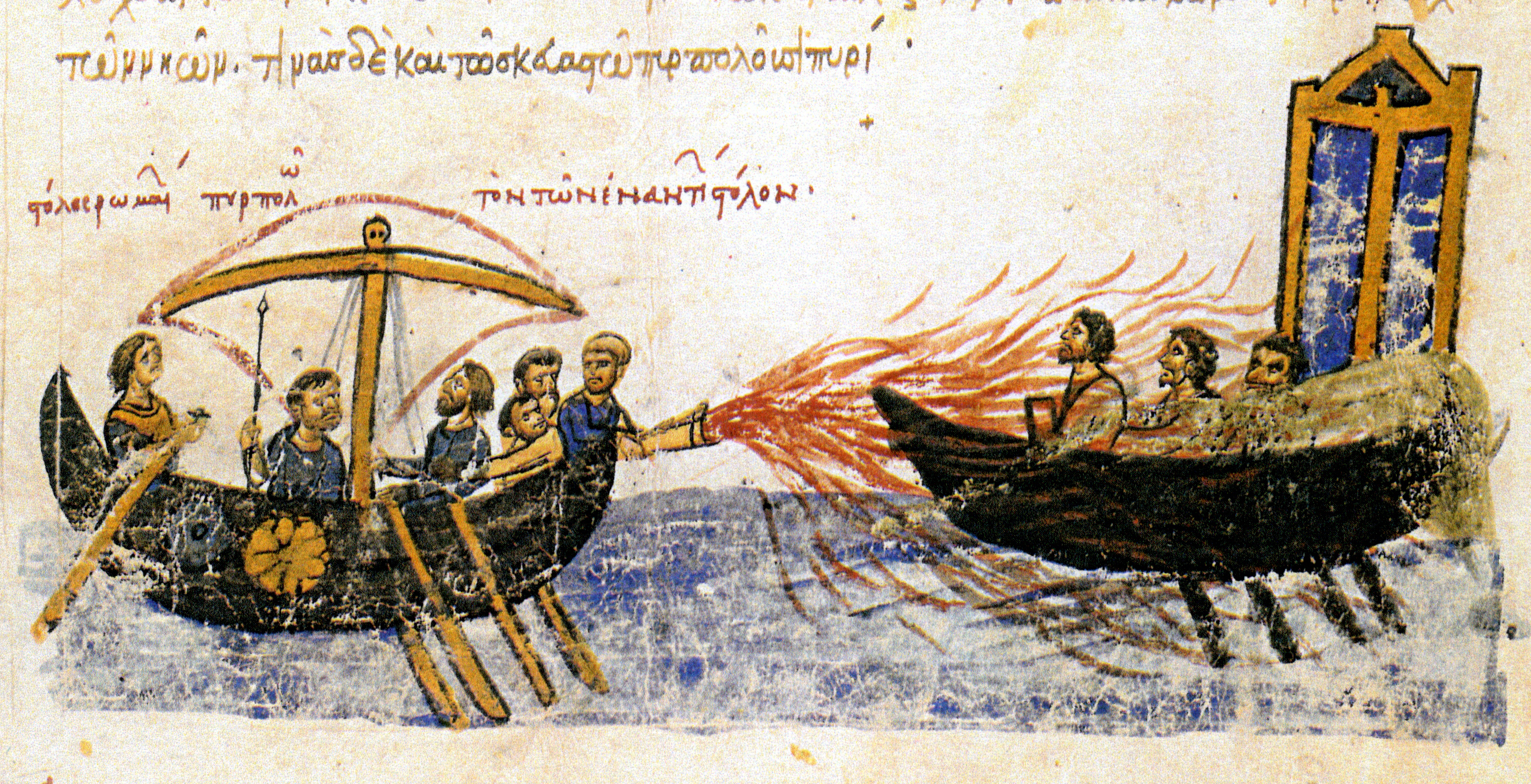
Использование греческого огня. Миниатюра из Мадридской хроники Скилицы, «Хроники» Иоанна Скилицы.

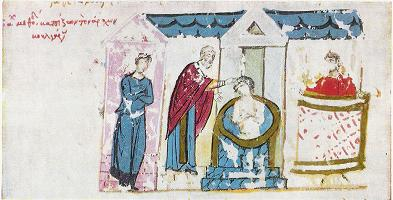
Изображение крещения болгарского правителя Бориса I

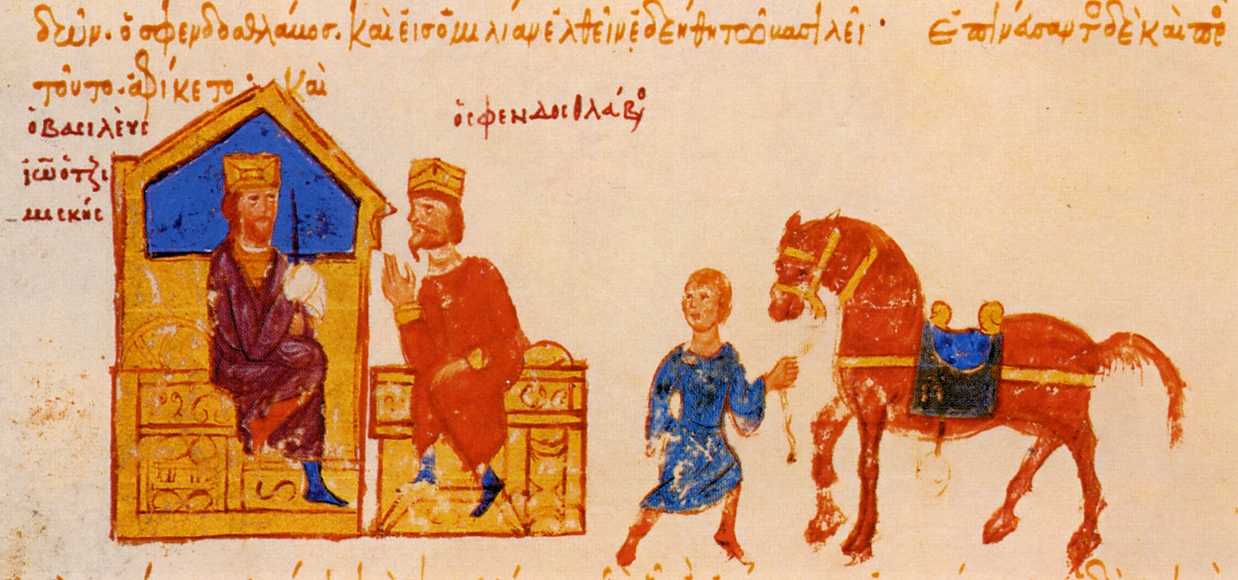
Встреча между императором Иоанном I Цимисхием и Святославом Игоревичем

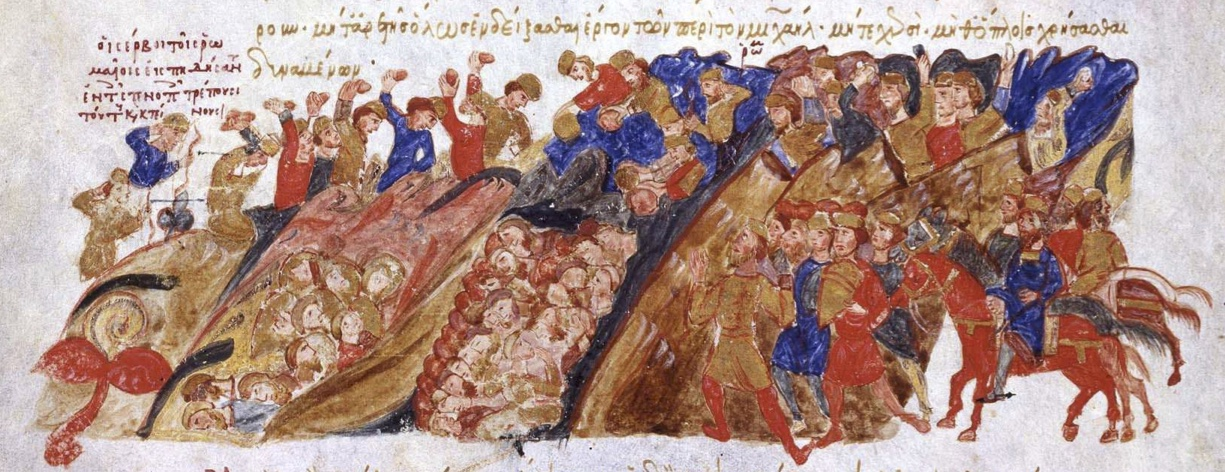
Сербы убивают византийцев на горных перевалах.

Мадридский Скилица — богато проиллюстрированная иллюминированная рукопись «Обозрения историй» (Σύνοψις Ἱστοριῶν) Иоанна Скилицы, описывающая правление византийских императоров с момента смерти Никифора I в 811 году до низложения Михаила VI в 1057-м. Рукопись была создана в Сицилии в XII веке, в настоящее время находится в Национальной библиотеке Испании в Мадриде. Имеет шифр MS Graecus Vitr. 26-2; широко известна как Мадридский Скилица, Codex Græcus Matritensis Ioannis Skyllitzes, или Skyllitzes Matritensis. Является единственной сохранившейся иллюстрированной рукописью греческой хроники, включает в себя 574 миниатюры.

## Вторичная литература
- Evans, Helen C. & Wixom, William D., The glory of Byzantium: art and culture of the Middle Byzantine era, A.D. 843—1261, no. 338, 1997, The Metropolitan Museum of Art, New York, ISBN 9780810965072; full text available online from The Metropolitan Museum of Art Libraries